# Cirsium italicum
Cirsium italicum là một loài thực vật có hoa trong họ Cúc. Loài này được (Savi) DC. mô tả khoa học đầu tiên năm 1813.